# Солсбері (Массачусетс)
Солсбері (англ. Salisbury) — місто (англ. town) в США, в окрузі Ессекс штату Массачусетс. Населення — 9236 осіб (2020).

## Демографія
Згідно з переписом 2010 року, у місті мешкали 8283 особи в 3441 домогосподарстві у складі 2125 родин. Було 4550 помешкань
Расовий склад населення:
| - 96,3 % — білих - 1,2 % — азіатів - 0,5 % — чорних або афроамериканців - 0,2 % — корінних американців |

До двох чи більше рас належало 1,4 %. Частка іспаномовних становила 1,5 % від усіх жителів.
За віковим діапазоном населення розподілялося таким чином: 19,1 % — особи молодші 18 років, 65,7 % — особи у віці 18—64 років, 15,2 % — особи у віці 65 років та старші. Медіана віку мешканця становила 45,1 року. На 100 осіб жіночої статі у місті припадало 93,7 чоловіків;  на 100 жінок у віці від 18 років та старших — 91,6 чоловіків також старших 18 років.
Середній дохід на одне домашнє господарство  становив 80 435 доларів США (медіана — 72 828), а середній дохід на одну сім'ю — 94 391 долар (медіана — 87 813). Медіана доходів становила 55 452 долари для чоловіків та 45 918 доларів для жінок. За межею бідності перебувало 9,7 % осіб, у тому числі 10,0 % дітей у віці до 18 років та 4,0 % осіб у віці 65 років та старших.
Цивільне працевлаштоване населення становило 4509 осіб. Основні галузі зайнятості: освіта, охорона здоров'я та соціальна допомога — 26,7 %, мистецтво, розваги та відпочинок — 13,6 %, будівництво — 10,6 %, науковці, спеціалісти, менеджери — 10,0 %.